# Valverdejo (kommunhuvudort)
Valverdejo är en kommunhuvudort i Spanien.   Den ligger i provinsen Provincia de Cuenca och regionen Kastilien-La Mancha, i den centrala delen av landet, 170 km sydost om huvudstaden Madrid. Valverdejo ligger 897 meter över havet och antalet invånare är 124.
Terrängen runt Valverdejo är lite kuperad, och sluttar söderut. Runt Valverdejo är det ganska tätbefolkat, med 65 invånare per kvadratkilometer. Närmaste större samhälle är Motilla del Palancar, 12,7 km öster om Valverdejo. Omgivningarna runt Valverdejo är i huvudsak ett öppet busklandskap.